# Аловина
Аловина (прасловенски: olovina) је код Словена била врста пива, без хмеља. 

## Историја
Стојан Новаковић пише да су Срби правили пиво и да су га називали „аловина“. Руси су га називали „брага“. Међутим, аловина се не може сматрати пивом јер се није охмељивала. Последња фаза било је комлење. Аловина је могло да буде пиће које помиње Приск код Словена средином 5. века. Он пиће назива камон, а прави се од јечма. Аловина се правила у нишком и пиротском крају и у 19. веку. Очувала је свој континуитет више од 1500 година. Аловина је, међутим, претходила пиву. Прављена је тамо где није било хмеља или је он био веома скуп. Даљом обрадом аловине добија се пиво. 